# Non ci resta che piangere (romanzo)
Non ci resta che piangere è un libro scritto da Roberto Benigni e Massimo Troisi, sul piano della sceneggiatura del film omonimo del 1984, ripubblicato da Arnoldo Mondadori nel 1994, l'anno della morte di Troisi.

## Trama
La storia è ambientata negli anni ottanta in Toscana. I protagonisti sono Mario, umile bidello di una scuola elementare, e Saverio, un maestro problematico e idealista che insegna sempre in quell'edificio. I due sono molto amici e si recano con l'auto per la campagna a far una passeggiata, ma vengono improvvisamente sorpresi da un temporale nel pieno della notte. Infatti i due non si sono ancora resi conto di essersi perduti, ma ancor di più di essere stati magicamente catapultati indietro nel tempo nel lontano anno 1492. Questa è l'epoca del Rinascimento fiorentino, del periodo di governo di Lorenzo il Magnifico e delle invenzioni di Leonardo da Vinci, ed è l'anno in cui Cristoforo Colombo ha scoperto l'America.
All'inizio Saverio e Mario non si rendono conto del grande cambiamento e prendono gli abitanti del villaggio di Frittole, quello in cui sono ospiti in una locanda, per pazzi; ma presto sono costretti a ricredersi. Saverio è eccitatissimo dell'occasione e ne approfitta per fermare i passanti e spiegare le meraviglie della sua epoca posteriore, ma anche di fare conoscenza con i personaggi più illustri, ad esempio scrivendo una lettera a Girolamo Savonarola; ma il povero Mario, ignorante com'è, si sente un pesce fuor d'acqua e trova affetto solo nella povera vedova della locanda e di seguito in una bella fanciulla di buona famiglia.
Intanto Saverio ha un piano ben chiaro, rendendosi conto dell'anno in cui sono capitati e convince l'amico Mario ad affrontare un lungo viaggio verso la Spagna per impedire a Colombo di scoprire l'America, affinché l'Italia diventi per lui la padrona dell'Europa ed evitare che sua sorella Gabriella sposi un americano ("Non ci crederai... ha detto: 'OK!').

## Differenze con il film
- Una delle differenze del romanzo rispetto al film è nel finale: Saverio svela all'amico di conoscere un modo per tornare nel Novecento ma prima di dirgli cosa fare gli fa promettere di sposare la sorella. Mario acconsente, e Saverio incamminandosi per un sentiero deserto afferma: «In fondo a questo viottolo c'è un posto da dove si torna!». Tutto questo lascia pensare al lettore che il salto nel tempo sia stato organizzato da Saverio stesso, al fine di convincere Mario a sposare la sorella.

## Edizioni
- Roberto Benigni, Massimo Troisi, Non ci resta che piangere, Milano, Mondadori, 1984, ISBN 8804392428.